# Abel-François Villemain
Abel-François Villemain. Retrato por Ary Scheffer, 1855. Paris, Museu do Louvre
assinatura
Vista da sepultura.
Abel-François Villemain (Paris, 9 de junho de 1790 – Paris, 8 de maio de 1870) foi um político e escritor francês, notável professor da Sorbonne e da Escola Normal Superior, e ministro da Educação de 1839 a 1845.

## Biografia

### Juventude
Ele era filho de Ignace Jean Villemain, um escudeiro, comerciante de seda e proprietário de terras em Combs-la-Ville (Sena e Marne), e Anne Geneviève Laumier, filha de um burguês parisiense.
Iniciou seus estudos em Planche, onde, aos 12 anos, interpretou uma tragédia em grego, e continuou no Lycée Louis-le-Grand, onde se destacou por sua extrema desenvoltura e por ganhar vários prêmios em 1807. Em retórica, foi aluno de Luce de Lancival, que o substituiu quando uma doença o afastou de sua cadeira, e frequentou a faculdade de direito. Sua sagacidade rapidamente lhe rendeu uma reputação precoce no mundo. Posteriormente, recebeu o título de doutor em literatura por decreto.

### Estreia profissional (1810-1815)
Jean-Pierre-Louis de Fontanes imediatamente o nomeou professor substituto de retórica no Lycée Charlemagne (1810), e ele se tornou professor titular em 1812. Foi professor de literatura francesa e métrica latina na Escola Normal Superior em 1811. Em 1812, ganhou um prêmio da Academia Francesa por um elogio a Michel de Montaigne, “que, segundo Gustave Vapereau, já mostrava as grandes qualidades do futuro escritor: um senso requintado de detalhes, combinado com a capacidade de generalizar e o dom natural de uma frase harmoniosa e rica em ideias”.
Esse sucesso lhe rendeu a proteção de Jean Baptiste Antoine Suard, do conde de Narbonne e da princesa de Vaudemont, e a aclamação dos salões literários da época, onde seu talento como bom conversador o tornou muito procurado, apesar, diz Armand de Pontmartin, “de sua feiura símia e de sua vestimenta descuidada, com o colete de malha suspeitamente limpo que se estendia além da manga de seu hábito”.

### Sob o regime da Restauração

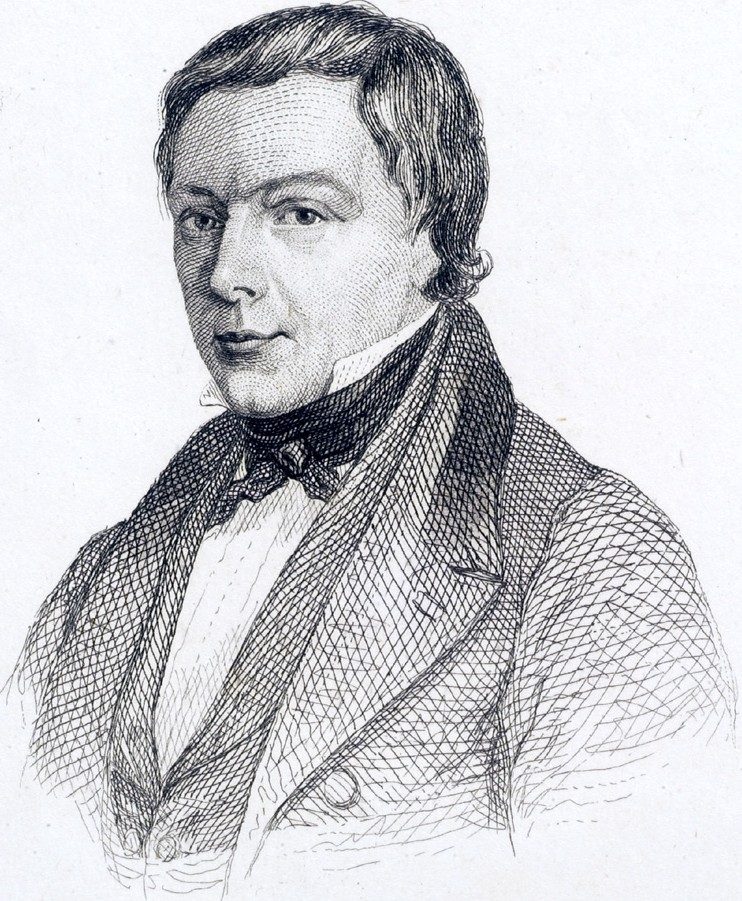
Abel-François Villemain

A queda do Império encerrou para ele a carreira administrativa a que estava destinado, mas a Restauração, o regime parlamentarista e a reação literária que se avizinhava se adequaram melhor ao seu temperamento.
A queda do Império encerrou para ele a carreira administrativa a que estava destinado, mas a Restauração, o regime parlamentarista e a reação literária que se avizinhava se adequaram melhor ao seu temperamento.
Em 21 de abril de 1814, o jovem escritor foi excepcionalmente autorizado a ler seu livro de memórias intitulado Avantages et inconvénients de la critique (Vantagens e desvantagens da crítica) na Academia Francesa, na presença do rei da Prússia e do imperador da Rússia. Ele se sentiu obrigado a fazer elogios aos soberanos estrangeiros, que foram severamente julgados pela opinião liberal.
Em maio de 1814, foi nomeado professor assistente de história moderna na Sorbonne, onde substituiu François Guizot. A partir de 1814, ele também foi editor do Journal des débats. Em 25 de agosto de 1816, foi mais uma vez coroado pela Academia por seu Éloge de Montesquieu e, pouco depois, em novembro de 1816, foi nomeado professor de Eloquência Francesa na Sorbonne, substituindo Pierre-Paul Royer-Collard. Foi lá que, por dez anos, com exceção de interrupções muito curtas, ele deu uma série de palestras sobre literatura que tiveram uma enorme influência sobre seus contemporâneos mais jovens, incluindo Honoré de Balzac, de 1816 a 1819. De 1816 a 1850, ele participou de inúmeras dissertações de doutorado, atuando como membro da banca.
Ele teve a sorte de ter surgido imediatamente antes do movimento romântico e de ser apaixonado por literatura sem ser um extremista. A maioria dos jovens cultos daquela brilhante geração da década de 1830 estava sob sua influência e, embora apelasse para os românticos por sua sincera apreciação das belezas da poesia alemã, inglesa, italiana e espanhola, ele não condenava os clássicos, nem os peculiares à Grécia ou Roma, nem os clássicos franceses. Aplicando à história da literatura o espírito de generalização que Victor Cousin e François Guizot trouxeram à filosofia e à história, ele se esforçou para esclarecer as grandes obras da literatura francesa comparando períodos e países.
Em 1819, publicou a Histoire de Cromwell, um livro traduzido para vários idiomas e no qual Cromwell supostamente nos lembrava Bonaparte e o estado político da França era o da Inglaterra no final do protetorado.
Nomeado maître des requêtes no Conselho de Estado sob o ministério de Decazes (4 de novembro de 1818), depois conseiller d'État em 1826, tornou-se chefe da divisão de impressão e livraria no Ministério do Interior (dezembro de 1819). Ligado aos Doutrinadores, ele contribuiu, sob a influência de suas ideias, para a elaboração das leis de imprensa promulgadas pela Restauração.
Em 1821, ele sucedeu Fontanes na Academia Francesa. Sincero simpatizante da causa da independência helênica, publicou Lascaris ou les Grecs du XVe siècle (1825) e Essai sur l'état des Grecs depuis la conquête musulmane (1825), dois estudos, um literário e outro histórico, que comoveram muito a opinião pública. Na época, ele era membro do Comitê Filatélico de Paris. Em 1822, traduziu a De re publica de Cícero do manuscrito descoberto por Angelo Mai, com uma introdução e notas eruditas.
O ministério de Villèle, preocupado com o sucesso dos cursos ministrados na Sorbonne por Cousin, Guizot e Villemain, ordenou sua suspensão. Assim, em 1827, quando a Academia pediu a Charles de Lacretelle, Chateaubriand e Villemain que escrevessem uma petição a Carlos X contra o restabelecimento da censura (lei de 24 de junho de 1827), Villemain se saiu brilhantemente bem e perdeu seu cargo no Conseil d'État no mesmo dia. O ministério de Martignac o reintegrou (1828) e reabriu os tribunais suspensos. Villemain então colocou toda a flexibilidade de sua inteligência mordaz a serviço da causa liberal e renunciou ao Conseil d'État em 1829, com o advento do ministério de Polignac.
Eleito deputado pelo colégio do departamento de Eure em 19 de julho de 1830, ele assumiu seu lugar entre os constitucionalistas.

### Sob a monarquia de Julho
A revolução de 1830 lhe deu uma posição política de liderança. Ele era membro da comissão responsável pela revisão da Carta e era a favor da revogação do artigo que declarava a religião católica como a religião do Estado. Nas eleições de 1831, os eleitores de Évreux se recusaram a renovar seu mandato, mas Luís Filipe I o nomeou membro do Conseil royal de l'Instruction publique, do qual se tornou vice-presidente em 1832, conseiller d'État em serviço extraordinário e par da França (11 de outubro de 1832). Ele também foi eleito secretário perpétuo da Academia Francesa (11 de dezembro de 1834). Em 1841, tornou-se membro da Académie des Inscriptions et Belles-Lettres.

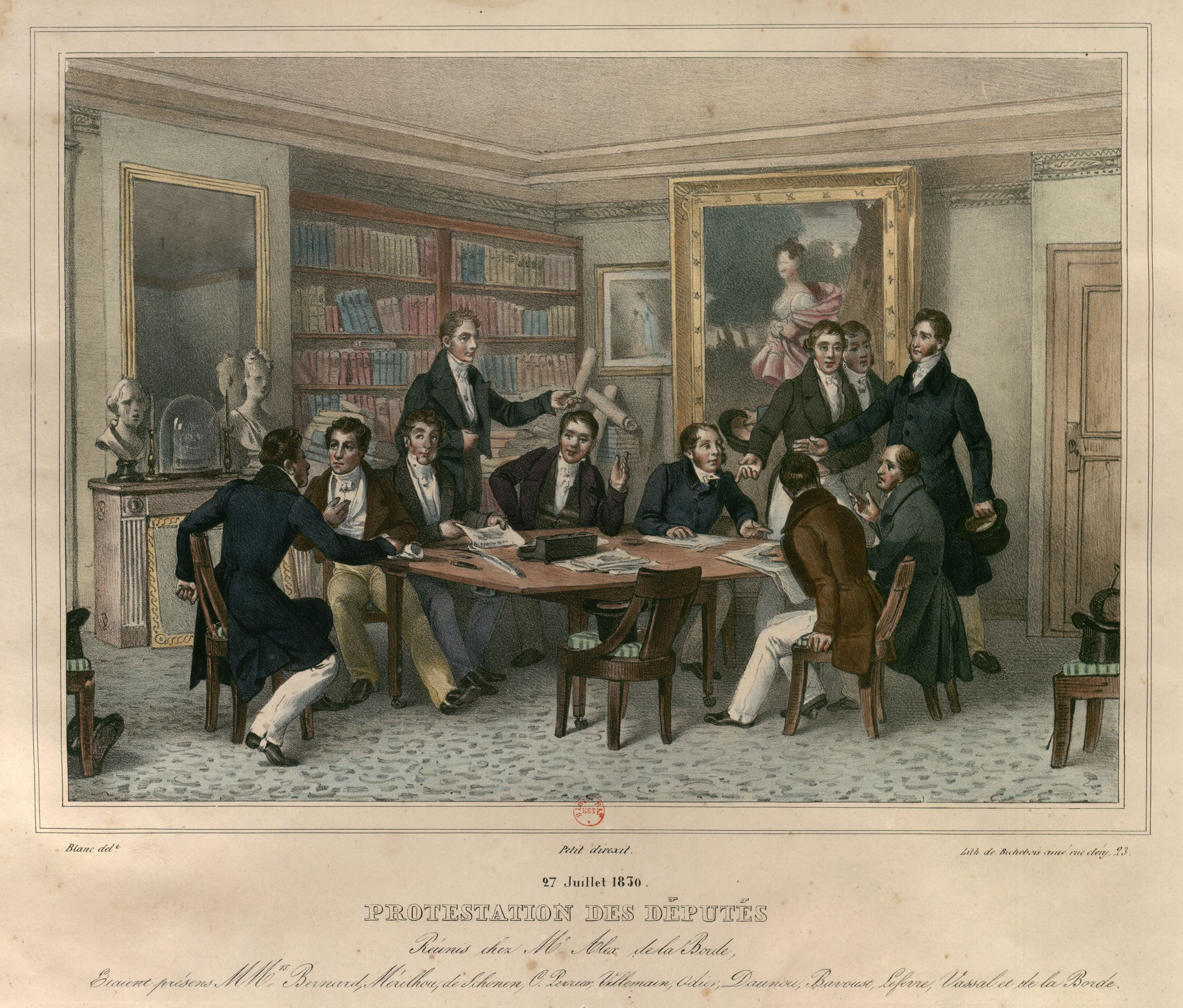
Protesto dos deputados reunidos na casa de Alexandre de Laborde, em 27 de julho de 1830

Em 30 de janeiro de 1832, em Dreux, casou-se com Louise Desmousseaux de Givré, filha de Antoine Desmousseaux de Givré, prefeito durante o Império e membro do parlamento em 1815. Sua filha casou-se com François Allain-Targé.
No Palácio do Luxemburgo, Villemain se destacou pela relativa independência de seu caráter. Ele lutou contra as leis de setembro (1835) e não hesitou em defender a teoria de que não havia delitos de opinião, de onde concluiu que a imprensa deveria estar sujeita à lei comum, mesmo que não chegasse ao ponto de submetê-la a um júri.
Durante a coalizão contra o ministério de Molé, ele se recusou a participar dela, ofereceu seu apoio ao ministério e foi nomeado Ministro da Instrução Pública em 12 de maio de 1839, no segundo ministério de Soult. Ele deu um novo impulso à publicação de Documents inédits sur l'histoire de France (documentos inéditos sobre a história da França) e preparou uma reorganização das bibliotecas. Permaneceu no cargo até 1 de março de 1840, quando a Câmara dos Deputados, inesperadamente e sem debate, rejeitou o projeto de dotação de Luís, Duque de Némours: “Estamos sendo estrangulados por mudos, é como Constantinopla”, gritou Villemain, provocando a resposta de um deputado de esquerda: “Às vezes é o destino dos eunucos!”

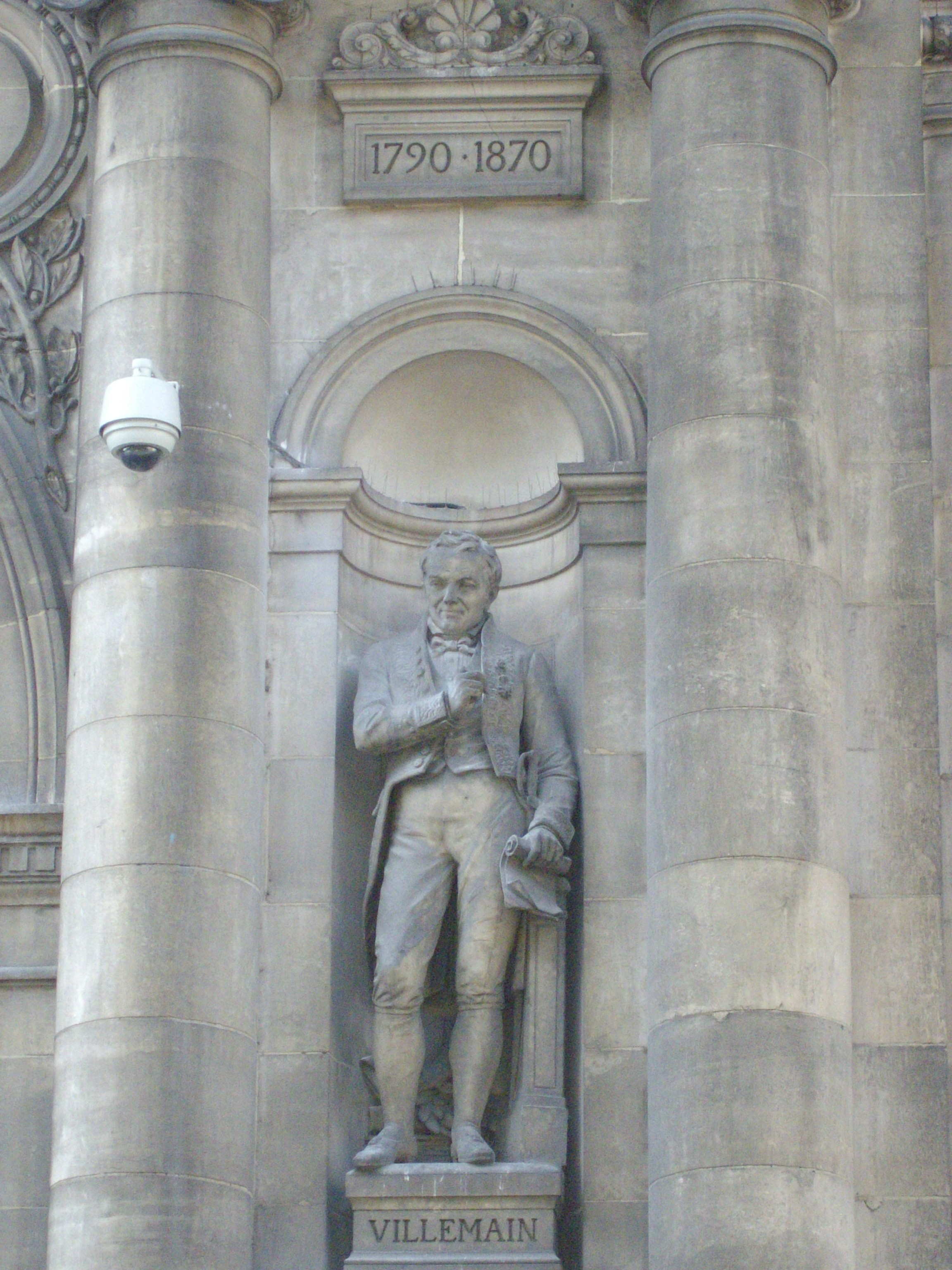
Estátua no Hôtel de Ville, Paris

Villemain retornou ao governo em 29 de outubro de 1840 como parte do terceiro ministério de Soult e permaneceu no cargo até 30 de dezembro de 1844, quando tentou o suicídio. Em uma noite de fevereiro de 1844, Villemain, um homem casado e com uma família, foi supostamente pego por chantagistas perto da Madeleine, “praticando os atos mais degradantes com um jovem. Eles estavam amontoados em um canto da rue de l'Arcade”. Villemain, acreditando que estava impressionando os bandidos, cometeu o erro de se recusar a ser ministro. Pior ainda, ele levou os chantagistas para seu hotel particular. Ele foi ainda mais explorado: primeiro teve que lhes dar 3 mil francos. Esse caso de chantagem desempenhou um papel decisivo na tentativa de suicídio de Villemain em dezembro de 1844, quando ele abandonou seu escritório. Apenas ferido, Villemain foi internado no Hospital Bicêtre, na enfermaria do doutor François Leuret. A intelligentsia francesa, consternada com esse colapso repentino de um homem tão brilhante, achou que deveria atribuir a depressão e o ataque de loucura do ministro somente à pressão do trabalho e às críticas dirigidas contra sua reforma da educação pública. De fato, a transcrição de Victor Hugo de uma entrevista que ele teve no ano seguinte com um Villemain recuperado o fato do ministro ter sido curado sugere que essas acusações foram obra de seus inimigos, mas essa suposta pederastia, revelada ao público, desempenhou um papel fundamental no surto agudo de depressão do ministro, suas filhas foram tiradas dele, e sua esposa não queria mais vê-lo.
“A Universidade, escreveu Alfred Mézières, raramente teve à sua frente um ministro tão digno de representá-la pela autoridade de suas palavras e pelo brilho de seu talento. Não se pode dizer, entretanto, que seu ministério deixou uma marca profunda no ensino. Villemain não era um daqueles inovadores ousados que tocam em instituições estabelecidas pela experiência e que se orgulham de renovar o campo em que reinam. Prudente por natureza, ele tentou melhorar o que já existia, lentamente, pouco a pouco, sem perturbações [...] Talvez o que tenha faltado a Villemain para deixar a reputação de um ministro de primeira linha tenha sido a firmeza e a determinação de caráter. Aconteceu com ele o que muitas vezes acontece com mentes brilhantes acostumadas à análise crítica: ele viu os mais diferentes aspectos das coisas ao mesmo tempo, captou as nuances mais delicadas das questões com uma sagacidade maravilhosa e, pressionado em várias direções por razões plausíveis, mas contraditórias, hesitou em chegar a uma conclusão”.
O projeto de lei que ele preparou sobre a liberdade de educação, corrigido, retrabalhado, retirado e levado de volta às Câmaras, acabou sendo adotado, mas não satisfez ninguém: a Universidade reclamou de ter sido sacrificada, o clero de não ter obtido o que pedia, a esquerda de não ter sido consultada. Villemain, cuja saúde havia se deteriorado depois de sua tentativa de suicídio, ficou por algum tempo mergulhado em um estado de desespero que beirava a loucura; essa agitação se acalmou, mas desde então ele permaneceu triste. Após renunciar por esses motivos em 1844, ele nobremente recusou uma pensão de 15.000 francos que o governo estava propondo que as Câmaras lhe concedessem e, quando sua saúde se recuperou, retomou seu assento na Câmara dos Pares, onde falou em várias ocasiões sobre a questão dos refugiados políticos e sobre o ensino da medicina.
Durante toda a Monarquia de Julho, ele foi uma das principais figuras cujo patrocínio literário era procurado na França, mas em seus últimos anos sua reputação declinou.

### Após 1848
A Revolução de 1848 o levou de volta a seus estudos favoritos. Não retomou sua cadeira na Sorbonne, renunciou ao cargo de professor em 1852 e se dedicou exclusivamente à publicação de vários livros novos e à republicação de suas obras e discursos anteriores. Em 1860, ele publicou La France, l'Empire et la Papauté, um livro em que defendia o poder temporal do papa e que causou grande alvoroço. Sua Histoire de Grégoire VII, uma de suas melhores obras, foi publicada em 1873, três anos após sua morte.

## Espírito
Ele foi um dos homens mais espirituosos de sua época. Um professor, que não era muito consistente em suas opiniões políticas, disse a ele: 
Encontrei um galicismo em Cícero.
 Villemain respondeu na hora: 
Eu também: em latim: Quantae infidelitates! Quot amicorum fugae!
 (que em latim significa “Quantas infidelidades! Quantos amigos fogem!”).

## Obras
A obra-prima de Villemain é seu Cours de littérature française (1828-1829, 5 volumes; edição de 1864, 6 volumes), incluindo o Tableau de la littérature au Moyen Âge en France, en Italie, en Espagne et en Angleterre (1846, 2 volumes) e o Tableau de la littérature au XVIIIe siècle (1864, 4 volumes). Entre suas outras obras podem ser mencionadas em especial: Souvenirs contemporains (1856, 2 volumes) e Histoire de Grégoire VII (1873, 2 volumes).
- Carmen. Adolescentes discipuli queruntur suum a barbatis discipulis invadi Parnassum, Parisiis, typis Fain, sd (v. 1806-1810)
- Discours prononcé devant LL. MM. l'empereur de Russie et le roi de Prusse, (21 de abril de 1814)
- Le roi, la charte et la monarchie, Paris, Impr. de F. Didot
- Histoire de Cromwell, d'après les mémoires du temps et les recueils parlementaires, Paris, 1819, 2 volumes
- Lascaris ou les Grecs du XVe siècle, Paris, 1825
- Essai sur l'état des Grecs depuis la conquête musulmane, Paris, 1825
- Considérations sur la langue française, servindo de prefácio para a 6.ª edição do Dictionnaire da Academia Francesa, Impr. de Firmon-Didot frères, sd (1835)
- Notice sur Pascal, considéré comme écrivain et comme moraliste, em Pensées de Blaise Pascal, Paris, A. Ledoux, 1836
- Essai sur l'oraison funèbre, em 'Oraisons funèbres de Bossuet, Fléchier et autres orateurs, Paris, 1837
- Rapport sur l'« Histoire des enfants trouvés » fait à l'Académie française, dans la séance du 9 août 1838, em Nouvelles considérations sur les enfants trouvés par J.-F. Terme et J.-B. Monfalcon, Lyon, Impr. de J.-M. Bajat, 1838
- Essai biographique et littéraire sur Shakespeare, em Chefs-d'œuvre de William Shakespeare, Paris, 1839
- Tableau de l'état actuel de l'instruction primaire en France : rapport présenté au Roi par M. Villemain, ministre de l'Instruction publique, le 1 novembre 1841, Paris, J. Renouard, 1841
- Fénelon, considéré comme écrivain, em Morceaux choisis de Fénelon, Paris, L. Hachette, 1842
- Notice et jugement sur Plutarque, em Vie de Thémistocle, Paris, 1847
- Tableau de l'éloquence chrétienne au IVe siècle, Paris, Didier, 1849[10]
- De M. de Feletz et de quelques salons de son temps, Paris, Aux bureaux, 1842
- Le Patriarche d'Alexandrie, loué par l'archevêque de Constantinople, an de notre ère 326-379, fragment historique, Paris, Aux bureaux de la Revue contemporaine, 1852
- Saint Ambroise, Paris, impr. de Firmin-Didot frères, 1852 (extraído da Nouvelle biographie universelle)
- Souvenirs de la Sorbonne en 1825. Démosthène et le général Foy, Paris, Impr. de J. Claye, 1853 (extraído da Revue des Deux Mondes, texto incluído no Souvenirs contemporains d'histoire et de littérature)
- Souvenirs contemporains d'histoire et de littérature, Paris, Didier, 1854
- La Tribune moderne. Première partie. M. de Châteaubriand, sa vie, ses écrits, son influence littéraire et politique sur son temps, Paris, M. Lévy frères, 1858
- Essais sur le génie de Pindare et sur la poésie lyrique dans ses rapports avec l'élévation morale et religieuse des peuples, Paris, Firmin-Didot frères, fils et Cie, 1859
- La France, l'Empire et la Papauté : question de droit public, Paris, C. Douniol, 1860
- Notice sur L. Annaeus Florus, em Velleius Paterculus. Florus, Paris, Garnier Frères, 1864
- Histoire de Grégoire VII, précédée d'un Discours sur l'histoire de la papauté jusqu'au IXe siècle, Paris, 1873, 2 vol.

Escreveu inúmeros artigos para a Revue des deux Mondes, o Journal des savants, a La Revue contemporaine, etc.
As obras de Villemain foram reunidas sob o título Discours et mélanges littéraires (Paris, Didier, 1846, pp 399.), Études d'histoire moderne (Paris, Didier, 1846, pp. 349), Études de littérature ancienne et étrangère (Paris, Didier, 1846, pp. 391.).

## Condecorações
- 1820: Cavaleiro da Legião de Honra
- 20 de outubro de 1843: Grande Oficial da Legião de Honra